# Horacio Villafañe
Horacio Carlos Oscar "Gamexane" Villafañe (San Isidro, Argentina, 20 de octubre de 1963 – Buenos Aires, 22 de noviembre de 2011) fue un músico y compositor de rock argentino. Villafañe fue creador de grupos como Todos Tus Muertos, junto a Felix Gutiérrez y también fue cofundador de la banda dark La Sobrecarga y del grupo de  rock alternativo, Los 7 Delfines. Colaboró también con numerosas bandas como Los Fabulosos Cadillacs (con quienes grabó y estuvo de gira) y El Otro Yo.
En su edición de septiembre de 2012, la revista Rolling Stone, posicionó a Villafañe, en el puesto número 92, de Los cien mejores guitarristas del rock argentino.

## Biografía
La primera experiencia de Gamexane en la escena del rock argentino no fue en una banda sino, curiosamente, en un correo de lectores: envió una carta muy agresiva a la revista argentina de rock Pelo que fue publicada en su N°120 (noviembre de 1979), donde aplaudía al punk e insultaba crudamente a los músicos de la escena local por estar apegados al jazz rock:

Esta carta se debe a que en los últimos números de Pelo se ve una tendencia al punk y nueva ola, especialmente en la carta de Juan Carlos Ríspoli, quien le puso una gran banana en la boca a aquellos "jazz-rockeros" que se la tiran de intelectuales y exquisitos al oir la grasada que tanto les complace. Ya es hora de que se despierten todos los dormidos del rock nacional (...) La mayoría de los músicos son unos amargados vejetes (aunque tengan veinte años) y se los ve siempre "en búsqueda". (...) Basta de farsas: el punk es lo único que ofrece verdad directa, nada de cositas como "quiero ver, quiero entrar, nena nadie te va a hacer mal, excepto amarte". (...) Muchos adolescentes se están empezando a dar cuenta que esto ya no va más, y se vuelcan a la nueva ola, que en 1980 va a surgir más fuerte. (...) A aquellos ciegos que se compenetran con el engaño y la infinita e inútil espera todo esto les va a resbalar.
Gamexane en el correo de lectores de la Pelo N°120, noviembre de 1979.

Esta actitud de Gamexane tuvo fuertes repercusiones: se desató una enorme pelea en el correo de lectores de la Pelo y en las ediciones siguientes se publicaron numerosas cartas tanto de simpatizantes como de opositores al punk. Incluso, un lector dijo (en el N°125 de febrero de 1980) que lo mejor de la revista era ahora su correo de lectores. La polémica desatada por Gamexane fue inusualmente muy larga: continuó habiendo cartas de defensores y detractores hasta el N°133 (agosto de 1980).
Por tanto, Gamexane fue de los primeros punks en Latinoamérica. Un DJ de la zona lo había introducido en el punk con la canción «God Save The Queen», de la banda inglesa Sex Pistols, y se volvió fanático de esta más otros grupos punk ingleses como The Clash y Wire. Con estas influencias formó Los Laxantes, su primera banda punk, en 1979. La banda se disolvió en 1982: ese año, a la edad de 18, estaba realizando el servicio militar obligatorio y estuvo a punto de ser enviado a la Guerra de Malvinas. Tenía una fecha designada para llegar al teatro de operaciones, pero la rendición argentina se produjo dos días antes.
Tras la disolución de Los Laxantes, con el bajista de la misma banda Félix Gutiérrez forma Psico y el Drama de las Tres Cruces, una banda efímera. Después de esa breve experiencia reclutan a Jorge Serrano y a Fidel Nadal (que en ese momento tocaba en una banda llamada Los Eunucos), para formar Todos Tus Muertos. La banda debutó en 1985 en un local del Centro de Asistencia a los Detenidos, en el barrio de San Telmo, en la misma fecha en que debutó Sentimiento Incontrolable. Pronto se destacó en la escena punk argentina. por la incorporación de otros géneros y sonidos dentro de su música. Al principio de su carrera, su sonido fue fuertemente influenciado por los primeros bandas hardcore punk como Dead Kennedys y Bad Brains; por el death rock y de las bandas de rock gótico como Virgin Prunes y bandas de reggae.
Paralelamente integra el cuarteto de rock gótico, La Sobrecarga y edita sus primeros dos trabajos discográficos, entre los años 1986 y 1987, con quienes llegó a telonear a la banda británica The Cure, en su recital de 1987 en el estadio Ferrocarril Oeste. A comienzos de la década del '90, por diferencias con Felix y Fidel, se aleja de Todos Tus Muertos e incursiona en la primera formación de Los 7 Delfines, junto a Richard Coleman y edita su primer álbum de estudio, con el que consiguió ganar el título de "Grupo revelación" de 1990 por el diario Clarín.
Luego de varios proyectos personales, y tras haberse peleado con Coleman, Villafañe regresa a Todos Tus Muertos en 1993, participando en la mayoría de los álbumes editados de la banda.
En 2006, regresó, junto con Felix Gutiérrez, Pablo Molina, Christian Fabrizio y Germán Álvarez con Todos Tus Muertos, aunque sin la misma repercusión que en los años noventa a pesar de haber editado un gran disco poco valorado como fue "Crisis Mundial", en el que continuaban con la mixtura de ritmos e incluyeron una versión del clásico "Reggae Punky Party" de Bob Marley.  
En 2007, grabó junto a Sergio Rotman "Post Mortem", primer disco de Los Sedantes.

## Fallecimiento
Gamexane murió el 23 de noviembre de 2011 a la edad de 48 años, luego de estar quince días internado en terapia intensiva. El músico se encontraba de gira por México y fue trasladado a la Argentina el 8 de noviembre con un «diagnóstico de hemorragia digestiva», según indicó un parte médico. Estuvo internado en el Sanatorio Güemes, en coma inducido y conectado a asistencia respiratoria mecánica. El músico no pudo pasar los diagnósticos y falleció de una hemorragia interna.

## Discografía
| Año  | Disco                                 | Banda                      |
| ---- | ------------------------------------- | -------------------------- |
| 1986 | Sentidos congelados                   | La Sobrecarga              |
| 1987 | Mentirse y creerse                    | La Sobrecarga              |
| 2013 | Cenizas del tiempo (póstumo)          | La Sobrecarga              |
| 1986 | Noche agitada en el cementerio (demo) | Todos Tus Muertos          |
| 1988 | Todos Tus Muertos                     | Todos Tus Muertos          |
| 1994 | Dale aborigen                         | Todos Tus Muertos          |
| 1995 | Argentina te asesina (en vivo)        | Todos Tus Muertos          |
| 1996 | Subversiones                          | Todos Tus Muertos          |
| 1998 | El camino real                        | Todos Tus Muertos          |
| 2006 | Re-unión en vivo (en vivo)            | Todos Tus Muertos          |
| 2010 | Crisis mundial                        | Todos Tus Muertos          |
| 1992 | L7D                                   | Los 7 Delfines             |
| 2004 | El juego o la vida                    | Responsables No Inscriptos |
| 2007 | Post Mortem                           | Los Sedantes               |